# Syllepte nitidalis
Syllepte nitidalis is een vlinder uit de familie van de grasmotten (Crambidae). De wetenschappelijke naam van deze soort is voor het eerst voorgesteld als Neomabra nitidalis door Paul Dognin in een publicatie uit 1905.
De soort komt voor in Nicaragua , Costa Rica  en Ecuador.